# Gór, Vas
Gór  este un sat în districtul Sárvár, județul Vas, Ungaria, având o populație de 290 de locuitori (2011). 

## Demografie
Componența etnică a satului Gór
     Maghiari (95,74%)
     Germani (4,26%)
Componența confesională a satului Gór
     Luterani (8,28%)
     Fără religie (4,83%)
     Reformați (2,07%)
     Necunoscută (84,83%)
Conform recensământului din 2011, satul Gór avea 290 de locuitori. Din punct de vedere etnic, majoritatea locuitorilor (95,74%) erau maghiari, cu o minoritate de germani (4,26%). Nu există o religie majoritară, locuitorii fiind luterani (8,28%), persoane fără religie (4,83%) și reformați (2,07%). Pentru 84,83% din locuitori nu este cunoscută apartenența confesională.